# Cariprazină
Cariprazina este un antipsihotic atipic derivat de fenili-piperazină, fiind utilizat în tratamentul schizofreniei și al depresiei majore (de obicei cea asociată cu tulburarea bipolară). Calea de administrare disponibilă este cea orală.